# António Luciano dos Santos Costa

Wappen von António Luciano dos Santos Costa

António Luciano dos Santos Costa (* 3. Mai 1952 in Corgas, Gemeinde und Kreis Proença-a-Nova, Portugal) ist ein portugiesischer Geistlicher und römisch-katholischer Bischof von Viseu.

## Leben
António Luciano dos Santos Costa empfing am 29. Juni 1985 das Sakrament der Priesterweihe.
Am 3. Mai 2018 ernannte ihn Papst Franziskus zum Bischof von Viseu. Der Bischof von Guarda, Manuel da Rocha Felício, spendete ihm am 17. Juni desselben Jahres die Bischofsweihe; Mitkonsekratoren waren der Erzbischof von Braga, Jorge Ortiga, und der emeritierte Bischof von Viseu, Ilídio Pinto Leandro. Die Amtseinführung erfolgte am 22. Juli 2018.